# محمد الغنوشی
محمد الغنوشی (عربی: محمد الغنوشي؛ زاده ۱۸ اوت ۱۹۴۱)، سیاستمدار اهل تونس است.